# Farrokhi Yazdi
Pour les articles homonymes, voir Yazdi.
Farrokhi Yazdi , Mirzâ Mohammad Farrokhi Yazdi (en persan : فرخی یزدی), né en 1877 à Yazd et mort en 1939 à Téhéran, est un poète, politicien et journaliste iranien de l'ère de Reza Shah Pahlavi (1925-1941). 

## Biographie
À l'âge de 16 ans, il commença à écrire de la poésie et devint actif pendant la révolution constitutionnelle de l'Iran. Il fut emprisonné en raison de ses écrits en opposition au traité anglo-persan de 1919.
En 1939, il fut arrêté, condamné à la prison de Qasr de Téhéran, et exécuté par une injection d'air effectuée par le Dr Ahmad Ahmadi.

## Référence
- Mahshid Moshiri, Dictionnaire des poètes renommés persans : à partir de l'apparition du persan dari jusqu'à nos jours, Téhéran, Aryan-Tarjoman, 2007